# موریس چانگ
موریس چانگ (انگلیسی: Morris Chang؛ زادهٔ ۱۰ ژوئیهٔ ۱۹۳۱) یک میلیاردر تایوانی - آمریکایی و  مهندس برق است که به عنوان بنیانگذار صنعت نیمه‌هادی تایوان شناخته می‌شود.
چانگ بنیانگذار شرکت صنایع نیمه‌هادی تایوان است که اولین و بزرگترین کارخانه تولیدکننده نیم‌رساناها در دنیا می‌باشد. او از سال 1987 تا سال 2005 مدیرعامل اجرایی این شرکت بود، و در سال 2018 با سمت رئیس هیئت مدیره این شرکت بازنشسته شد. تا نوامبر 2024 ارزش دارایی‌های او 4.6 میلیارد دلار آمریکا برآورد شده است.